# Mićo Mićić

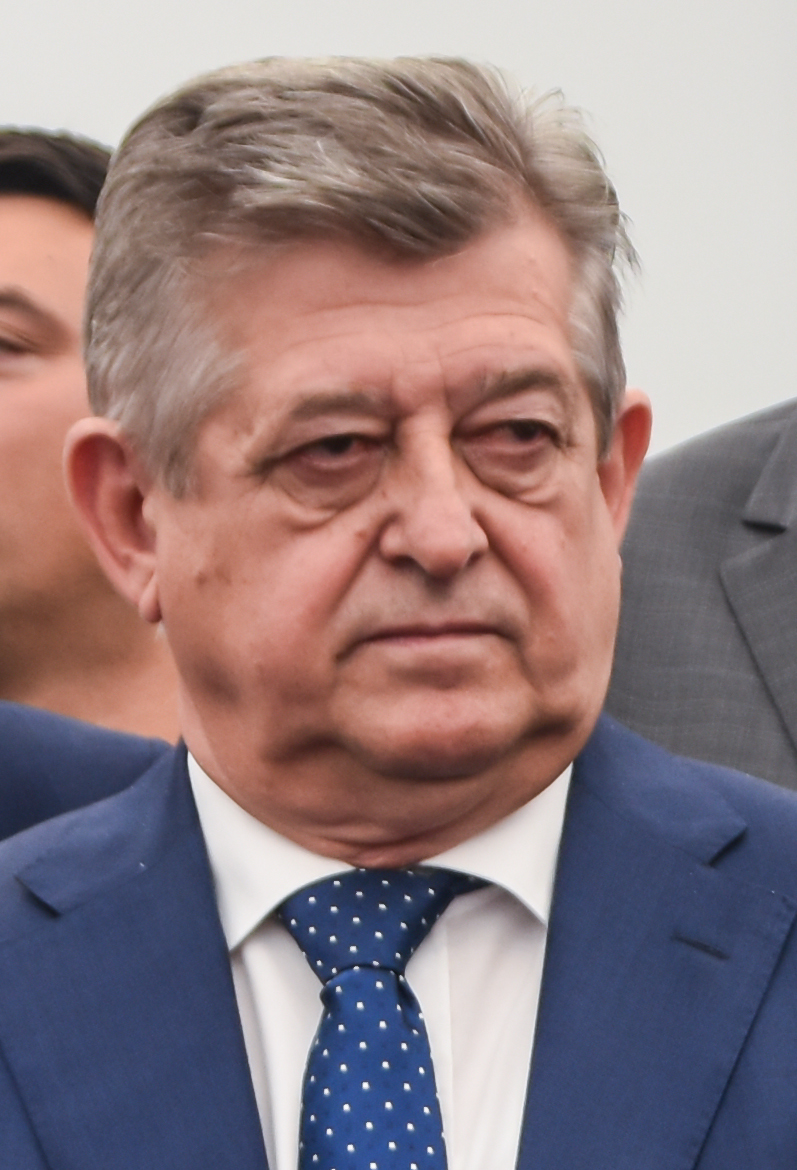
Mićo Mićić (2018)

Mićo Mićić (serbisch-kyrillisch Мићо Мићић; * 6. September 1956 in Bijeljina, Jugoslawien; † 23. Dezember 2020 in Banja Luka, Bosnien und Herzegowina) war ein bosnischer Politiker (Srpska Demokratska Stranka, ab März 2020: Stranka demokratske Srpske Semberija).

## Leben
Mićić schloss 1981 ein Studium der Sportwissenschaft an der Universität Sarajevo ab und war danach bis 1996 als Sportlehrer an Schulen in Kalesija und Bijeljina tätig. Danach war er in der Stadtverwaltung von Bijeljina Leiter der Abteilung für Kriegsversehrte.
In der Republika Srpska war er ab 2001 Minister für Flüchtlinge und Vertriebene in der Regierung von Mladen Ivanić, dann von 2004 bis 2005 Minister für Arbeit und Kriegsversehrte in der Regierung von Dragan Mikerević. Nach einer kurzen Tätigkeit als Direktor der Rentenversicherung der Republika Srpska wurde er 2005 zum Bürgermeister von Bijeljina gewählt und dann mehrmals, zuletzt 2016, wiedergewählt.
Im März 2020 wurde Mićić aus der SDS ausgeschlossen; nach eigenen Angaben, weil er die Interessen der Stadt über die Interessen der Partei gestellt habe. Er gründete daraufhin die Partei Stranka demokratske Srpske Semberija und wurde ihr Vorsitzender. Bei der Bürgermeisterwahl am 15. November 2020 verlor Mićić gegen Ljubiša Petrović, den Kandidaten der SDS.
Am 26. November 2020 wurde Mićić positiv auf SARS-CoV-2 getestet in die Universitätsklinik von Banja Luka gebracht, wo er ab dem 2. Dezember 2020 an ein Beatmungsgerät angeschlossen wurde. Er starb dort drei Wochen später.